# Gran Premio di Germania 1935
Il Gran Premio di Germania 1935, valido quale quarta prova del Campionato europeo di automobilismo 1935 e VIIIª edizione assoluta del Gran Premio di Germania, si disputò al Nürburgring e fu vinto da Tazio Nuvolari su Alfa Romeo Tipo B.
Tazio Nuvolari vinse la gara con Alfa Romeo P3 nettamente meno potente e inferiore rispetto alle avversarie Auto Union e Mercedes, passando all'ultimo giro von Brauchitsch che aveva consumato le gomme.